# Asbeck (Menden)
Das Dorf Asbeck, bis 1974 selbständige Gemeinde, liegt heute im Gebiet der nordrhein-westfälischen Stadt Menden (Sauerland).
Asbeck liegt abseits des Hönnetals im Südosten des Stadtgebiets. Östlich liegt Arnsberg, südlich Eisborn.
Am 1. Januar 1975 wurde die bis dahin selbständige Gemeinde Asbeck des Amtes Balve nach dem „Gesetz zur Neugliederung der Gemeinden und Kreise des Neugliederungsraumes Sauerland/Paderborn (Sauerland/Paderborn-Gesetz)“ mit der damaligen Stadt Menden (Sauerland) und weiteren Gemeinden zur neuen Stadt Menden (Sauerland) zusammengeschlossen. Die Gemeinde Asbeck brachte 1,86 Quadratkilometer Fläche mit. Acht Flurstücke (4 ha) aus der Gemeinde Asbeck wurden in die neue Stadt Balve eingegliedert.
Das von Bauernhöfen geprägte Asbeck hat keine Industrie und ist ein ländliches sauerländisches Dorf. Am 1. Juli 2017 hatte der „Ortsteil Asbeck“ 153 Einwohner.